# پردز
پردز، روستایی از توابع بخش تودشک شهرستان کوهپایه در استان اصفهان ایران است.

## جمعیت
این روستا در دهستان تودشک قرار دارد و براساس سرشماری مرکز آمار ایران در سال ۱۳۸۵، جمعیت آن زیر سه خانوار بوده‌است.